# Wereldkampioenschap floorball 1996
Het wereldkampioenschap floorball van 1996  werd gehouden van 11 mei tot en met 18 mei in Stockholm (Zweden). Het was de 1e editie en Zweden won de titel door Finland in de finale met 5-0 te verslaan.

## Groepsfase

### Groep A
| Nr. | Land        | GW | Win | Gel | Ver | DV | DT | +/- | Pnt |
| --- | ----------- | -- | --- | --- | --- | -- | -- | --- | --- |
| 1.  | Zweden      | 5  | 5   | 0   | 0   | 65 | 3  | +62 | 10  |
| 2.  | Noorwegen   | 5  | 3   | 1   | 1   | 33 | 16 | +17 | 7   |
| 3.  | Zwitserland | 5  | 3   | 1   | 1   | 35 | 19 | +16 | 7   |
| 4.  | Denemarken  | 5  | 2   | 0   | 3   | 20 | 28 | -8  | 4   |
| 5.  | Letland     | 5  | 1   | 0   | 4   | 8  | 47 | -39 | 2   |
| 6.  | Estland     | 5  | 0   | 0   | 5   | 3  | 51 | -48 | 0   |

| Datum  | Land        | Land        | Uitslag | Periode         |
| ------ | ----------- | ----------- | ------- | --------------- |
| 11 mei | Zweden      | Noorwegen   | 9 – 2   | (1–1, 4–0, 4–1) |
| 11 mei | Estland     | Zwitserland | 0 – 10  | (1–0, 2–0, 7–0) |
| 11 mei | Denemarken  | Letland     | 6 – 2   | (2–1, 3–1, 1–0) |
| 12 mei | Noorwegen   | Letland     | 8 – 0   | (3–0, 3–0, 2–0) |
| 12 mei | Zweden      | Estland     | 17 – 0  | (7–0, 1–0, 9–0) |
| 12 mei | Denemarken  | Zwitserland | 5 – 7   | (1–3, 2–4, 2–0) |
| 13 mei | Zwitserland | Zweden      | 0 – 9   | (0–0, 0–3, 0–6) |
| 13 mei | Noorwegen   | Denemarken  | 6 – 2   | (0–1, 4–1, 2–0) |
| 13 mei | Estland     | Letland     | 1 – 4   | (1–1, 0–2, 0–1) |
| 14 mei | Zweden      | Letland     | 18 – 1  | (9–1, 6–0, 3–0) |
| 14 mei | Zwitserland | Noorwegen   | 4 – 4   | (2–2, 1–0, 1–2) |
| 14 mei | Denemarken  | Estland     | 7 – 1   | (2–1, 3–0, 2–0) |
| 15 mei | Zweden      | Denemarken  | 12 – 0  | (5–0, 0–0, 7–0) |
| 15 mei | Zwitserland | Letland     | 14 – 1  | (4–0, 2–1, 8–0) |
| 15 mei | Noorwegen   | Estland     | 13 – 1  | (4–0, 5–0, 4–1) |

### Groep B
| Nr. | Land      | GW | Win | Gel | Ver | DV | DT | +/- | Pnt |
| --- | --------- | -- | --- | --- | --- | -- | -- | --- | --- |
| 1.  | Finland   | 5  | 5   | 0   | 0   | 62 | 4  | +58 | 10  |
| 2.  | Tsjechië  | 5  | 4   | 0   | 1   | 42 | 10 | +32 | 8   |
| 3.  | Rusland   | 5  | 3   | 0   | 2   | 45 | 23 | +22 | 6   |
| 4.  | Duitsland | 5  | 2   | 0   | 3   | 23 | 18 | +5  | 4   |
| 5.  | Hongarije | 5  | 1   | 0   | 4   | 14 | 45 | -31 | 2   |
| 6.  | Singapore | 5  | 0   | 0   | 5   | 3  | 89 | -86 | 0   |

| Datum  | Land      | Land      | Uitslag | Periode          |
| ------ | --------- | --------- | ------- | ---------------- |
| 11 mei | Finland   | Singapore | 30 – 0  | (9–0, 5–0, 16–0) |
| 11 mei | Duitsland | Rusland   | 3 – 7   | (2–3, 0–1, 1–3)  |
| 11 mei | Tsjechië  | Hongarije | 6 – 2   | (1–0, 3–2, 2–0)  |
| 12 mei | Rusland   | Singapore | 21 – 0  | (5–0, 7–0, 9–0)  |
| 12 mei | Finland   | Hongarije | 15 – 1  | (6–0, 6–1, 3–0)  |
| 12 mei | Duitsland | Tsjechië  | 1 – 5   | (1–0, 0–2, 0–3)  |
| 13 mei | Tsjechië  | Rusland   | 9 – 2   | (2–1, 4–0, 3–1)  |
| 13 mei | Hongarije | Singapore | 7 – 2   | (3–0, 3–0, 1–2)  |
| 13 mei | Duitsland | Finland   | 0 – 3   | (0–1, 0–1, 0–1)  |
| 14 mei | Finland   | Tsjechië  | 4 – 2   | (2–0, 0–2, 2–0)  |
| 14 mei | Rusland   | Hongarije | 14 – 1  | (3–1, 6–0, 5–0)  |
| 14 mei | Duitsland | Singapore | 11 – 0  | (6–0, 4–0, 1–0)  |
| 15 mei | Finland   | Rusland   | 10 – 1  | (1–0, 6–1, 3–0)  |
| 15 mei | Tsjechië  | Singapore | 20 – 1  | (6–0, 5–0, 9–1)  |
| 15 mei | Duitsland | Hongarije | 8 – 3   | (3–0, 2–2, 3–1)  |

### Rechtstreekse uitschakeling

#### halve finale
| Datum  | Land    | Land      | Uitslag | Periode         |
| ------ | ------- | --------- | ------- | --------------- |
| 17 mei | Finland | Noorwegen | 4 – 1   | (1–1, 1–0, 2–0) |
| 17 mei | Zweden  | Tsjechië  | 13 – 0  | (6–0, 4–0, 3–0) |

#### Derde plaats
| Datum  | Land      | Land     | Uitslag | Periode         |
| ------ | --------- | -------- | ------- | --------------- |
| 18 mei | Noorwegen | Tsjechië | 6 – 2   | (0–0, 3–2, 3–0) |

#### Finale
| Datum  | Land   | Land    | Uitslag | Periode         |
| ------ | ------ | ------- | ------- | --------------- |
| 18 mei | Zweden | Finland | 5 – 0   | (1–0, 2–0, 2–0) |

### Eindrangschikking
| #      | Land        |
| ------ | ----------- |
| Goud   | Zweden      |
| Zilver | Finland     |
| Brons  | Noorwegen   |
| 4      | Tsjechië    |
| 5      | Zwitserland |
| 6      | RUS         |
| 7      | Denemarken  |
| 8      | Duitsland   |
| 9      | Letland     |
| 10     | Hongarije   |
| 11     | Estland     |
| 12     | Singapore   |